# Ministerio de Asuntos Exteriores (Francia)
El Ministerio de Europa y de Asuntos Exteriores (en francés: Ministère de l’Europe et des Affaires étrangères) del gobierno de Francia es el responsable de las relaciones con los países extranjeros. Sus oficinas se encuentran en el barrio d'Orsay en París, y a menudo el nombre «Quai d'Orsay» se usa como metonimia para el ministerio.
Desde el 21 de septiembre del 2024, al frente del ministerio está Jean-Noël Barrot.
En 1589, los cuatro secretarios de estado de Francia se especializaron, convirtiéndose uno de ellos en el secretario responsable de los asuntos exteriores. El Secretario de Estado de Asuntos Exteriores se convirtió en el Ministro de Asuntos Exteriores en 1791. En 1794, todas los cargos ministeriales fueron brevemente suprimidas por la Convención Nacional, pero fue restablecido en 1795 con el establecimiento del Directorio. Entre 1981 y 1986, el ministerio se llamó Ministerio de Relaciones Exteriores (en francés: ministère des Relations extérieures).

## Ministros de Asuntos exteriores desde 1589
| Ministro                                                             | Inicio del periodo       | Fin del periodo           |
| -------------------------------------------------------------------- | ------------------------ | ------------------------- |
| Louis de Revol                                                       | 1 de enero de 1589       | 17 de septiembre de 1594  |
| Nicolas de Neufville, seigneur de Villeroy                           | 30 de diciembre de 1594  | 9 de agosto de 1616       |
| Armand Jean du Plessis de Richelieu                                  | 30 de noviembre de 1616  | 24 de abril de 1617       |
| Pierre Brulart, vicomte de Puysieux                                  | 24 de abril de 1617      | 11 de marzo de 1626       |
| Raymond Phelypeaux, seigneur d'Herbault                              | 11 de marzo de 1626      | 2 de mayo de 1629         |
| Claude Bouthillier                                                   | 2 de mayo de 1629        | 18 de marzo de 1632       |
| Léon Bouthillier, comte de Chavigny                                  | 18 de marzo de 1632      | 23 de junio de 1643       |
| Henri-Auguste de Loménie                                             | 23 de junio de 1643      | 3 de abril de 1663        |
| Hugues de Lionne                                                     | 3 de abril de 1663       | 1 de septiembre de 1671   |
| Simon Arnauld de Pomponne                                            | 1 de septiembre de 1671  | 18 de noviembre de 1679   |
| Charles Colbert de Croissy                                           | 12 de febrero de 1680    | 28 de julio de 1696       |
| Jean-Baptiste Colbert de Torcy                                       | 28 de julio de 1696      | 22 de septiembre de 1715  |
| Nicolas du Blé d'Huxelles                                            | 23 de septiembre de 1715 | 1 de septiembre de 1718   |
| Guillaume Dubois                                                     | 24 de septiembre de 1718 | 10 de agosto de 1723      |
| Charles Jean-Baptiste Fleuriau, comte de Morville                    | 16 de agosto de 1723     | 19 de agosto de 1727      |
| Germain Louis Chauvelin                                              | 23 de agosto de 1727     | 20 de febrero de 1737     |
| Jean-Jacques Amelot de Chaillou                                      | 22 de febrero de 1737    | 26 de abril de 1744       |
| Adrien Maurice de Noailles                                           | 26 de abril de 1744      | 19 de noviembre de 1744   |
| René de Voyer de Paulmy, marquis d'Argenson                          | 19 de noviembre de 1744  | 10 de enero de 1747       |
| Louis Philogène Brûlart, vicomte de Puisieulx                        | 27 de enero de 1747      | 9 de septiembre de 1751   |
| François Dominique de Barberie de Saint-Contest                      | 11 de septiembre de 1751 | 24 de julio de 1754       |
| Antoine Louis Rouillé                                                | 24 de julio de 1754      | 28 de junio de 1757       |
| François Joachim de Pierre de Bernis                                 | 28 de junio de 1757      | 9 de octubre de 1758      |
| Étienne François, duc de Choiseul                                    | 3 de diciembre de 1758   | 13 de octubre de 1761     |
| César Gabriel de Choiseul-Chevigny, duc de Praslin                   | 13 de octubre de 1761    | 10 de abril de 1766       |
| Étienne François, duc de Choiseul                                    | 10 de abril de 1766      | 24 de diciembre de 1770   |
| Louis Phélypeaux, duc de La Vrillère                                 | 24 de diciembre de 1770  | 6 de junio de 1771        |
| Emmanuel Armand de Vignerot du Plessis de Richelieu, duc d'Aiguillon | 6 de junio de 1771       | 2 de junio de 1774        |
| Henri Léonard Jean Baptiste Bertin                                   | 2 de junio de 1774       | 21 de julio de 1774       |
| Charles Gravier, comte de Vergennes                                  | 21 de julio de 1774      | 13 de febrero de 1787     |
| Armand Marc, comte de Montmorin Saint-Hérem                          | 14 de febrero de 1787    | 13 de julio de 1789       |
| Paul François de Quelen, duc de la Vauguyon                          | 13 de julio de 1789      | 16 de julio de 1789       |
| Armand Marc, comte de Montmorin Saint-Hérem                          | 16 de julio de 1789      | 29 de noviembre de 1791   |
| Claude Antoine Valdec de Lessart                                     | 29 de noviembre de 1791  | 15 de marzo de 1792       |
| Charles François Dumouriez                                           | 15 de marzo de 1792      | 13 de junio de 1792       |
| Pierre Paul de Méredieu, baron de Naillac                            | 13 de junio de 1792      | 18 de junio de 1792       |
| Scipion Victor, marquis de Chambonas                                 | 18 de junio de 1792      | 23 de julio de 1792       |
| François Joseph de Gratet, vicomte Dubouchage                        | 23 de julio de 1792      | 1 de agosto de 1792       |
| Claude Bigot de Sainte-Croix                                         | 1 de agosto de 1792      | 10 de agosto de 1792      |
| Pierre Henri Hélène Marie Lebrun-Tondu                               | 10 de agosto de 1792     | 21 de junio de 1793       |
| François Louis Michel Chemin deforgues                               | 21 de junio de 1793      | 2 de abril de 1794        |
| Jean Marie Claude Alexandre Goujon                                   | 5 de abril de 1794       | 8 de abril de 1794        |
| Martial Joseph Armand Herman                                         | 8 de abril de 1794       | 20 de abril de 1794       |
| Ninguno                                                              | 20 de abril de 1794      | 3 de noviembre de 1795    |
| Charles Delacroix                                                    | 3 de noviembre de 1795   | 15 de julio de 1797       |
| Charles Maurice de Talleyrand-Périgord                               | 15 de julio de 1797      | 20 de julio de 1799       |
| Karl Friedrich Reinhard                                              | 20 de julio de 1799      | 22 de noviembre de 1799   |
| Charles Maurice de Talleyrand, prince de Bénévent                    | 22 de noviembre de 1799  | 9 de agosto de 1807       |
| Jean-Baptiste Nompère de Champagny, duc de Cadore                    | 9 de agosto de 1807      | 17 de abril de 1811       |
| Hugues Bernard Maret, duc de Bassano                                 | 17 de abril de 1811      | 20 de noviembre de 1813   |
| Armand de agostoin Louis Caulaincourt, duc de Vicence                | 20 de noviembre de 1813  | 1 de abril de 1814        |
| Antoine René Charles Mathurin, comte de Laforest                     | 3 de abril de 1814       | 13 de mayo de 1814        |
| Charles Maurice de Talleyrand-Périgord, prince de Bénévent           | 13 de mayo de 1814       | 20 de marzo de 1815       |
| Armand Augustin Louis de Caulaincourt, duc de Vicence                | 20 de marzo de 1815      | 22 de junio de 1815       |
| Louis, baron Bignon                                                  | 22 de junio de 1815      | 7 de julio de 1815        |
| Charles Maurice de Talleyrand-Périgord, prince de Bénévent           | 9 de julio de 1815       | 26 de septiembre de 1815  |
| Armand Emmanuel du Plessis, duc de Richelieu                         | 26 de septiembre de 1815 | 29 de diciembre de 1818   |
| Jean Joseph Paul de agostoin, marquis Dessolles                      | 29 de diciembre de 1818  | 19 de noviembre de 1819   |
| Étienne denis, baron Pasquier                                        | 19 de noviembre de 1819  | 14 de diciembre de 1821   |
| Mathieu Jean Félicité, duc de Montmorency-Laval                      | 14 de diciembre de 1821  | 28 de diciembre de 1822   |
| François-René, vicomte de Chateaubriand                              | 28 de diciembre de 1822  | 4 de agosto de 1824       |
| Ange Hyacinthe Maxence, baron de Damas                               | 4 de agosto de 1824      | 4 de enero de 1828        |
| Auguste, comte de La Ferronays                                       | 4 de enero de 1828       | 24 de abril de 1829       |
| Anne Pierre Adrien, duc de Montmorency-Laval                         | 24 de abril de 1829      | 14 de mayo de 1829        |
| Joseph-Marie, comte Portalis                                         | 14 de mayo de 1829       | 8 de agosto de 1829       |
| Jules Auguste Armand Marie de Polignac, prince de Polignac           | 8 de agosto de 1829      | 29 de julio de 1830       |
| Victor Louis Victurnien, duc de Mortemart                            | 29 de julio de 1830      | 29 de julio de 1830       |
| Louis, baron Bignon                                                  | 31 de julio de 1830      | 1 de agosto de 1830       |
| Jean-Baptiste, comte Jourdan                                         | 1 de agosto de 1830      | 11 de agosto de 1830      |
| Louis, comte Molé                                                    | 11 de agosto de 1830     | 2 de noviembre de 1830    |
| Nicolas Joseph, marquis Maison                                       | 2 de noviembre de 1830   | 17 de noviembre de 1830   |
| Horace François Bastien, baron Sébastiani                            | 17 de noviembre de 1830  | 11 de octubre de 1832     |
| Victor, duc de Broglie                                               | 11 de octubre de 1832    | 4 de abril de 1834        |
| Henri Gauthier, comte de Rigny                                       | 4 de abril de 1834       | 10 de noviembre de 1834   |
| Charles Joseph, comte Bresson                                        | 10 de noviembre de 1834  | 18 de noviembre de 1834   |
| Henri Gauthier, comte de Rigny                                       | 18 de noviembre de 1834  | 12 de marzo de 1835       |
| Victor, duc de Broglie                                               | 12 de marzo de 1835      | 22 de febrero de 1836     |
| Adolphe Thiers                                                       | 22 de febrero de 1836    | 6 de septiembre de 1836   |
| Louis, comte Molé                                                    | 6 de septiembre de 1836  | 31 de marzo de 1839       |
| Louis Napoléon Lannes, duc de Montebello                             | 31 de marzo de 1839      | 12 de mayo de 1839        |
| Nicolas Jean de Dieu Soult, duc de Dalmatie                          | 12 de mayo de 1839       | 1 de marzo de 1840        |
| Adolphe Thiers                                                       | 1 de marzo de 1840       | 29 de octubre de 1840     |
| François Guizot                                                      | 29 de octubre de 1840    | 23 de febrero de 1848     |
| Alphonse de Lamartine                                                | 24 de febrero de 1848    | 11 de mayo de 1848        |
| Jules Bastide                                                        | 11 de mayo de 1848       | 29 de junio de 1848       |
| Marie-Alphonse Bedeau                                                | 29 de junio de 1848      | 17 de julio de 1848       |
| Jules Bastide                                                        | 17 de julio de 1848      | 20 de diciembre de 1848   |
| Édouard Drouyn de Lhuys                                              | 20 de diciembre de 1848  | 2 de junio de 1849        |
| Alexis de Tocqueville                                                | 2 de junio de 1849       | 31 de octubre de 1849     |
| Alphonse de Rayneval                                                 | 31 de octubre de 1849    | 17 de noviembre de 1849   |
| Jean-Ernest Ducos, vicomte de La Hitte                               | 17 de noviembre de 1849  | 9 de enero de 1851        |
| Édouard Drouyn de Lhuys                                              | 9 de enero de 1851       | 24 de enero de 1851       |
| Anatole, baron Brénier de Renaudière                                 | 24 de enero de 1851      | 10 de abril de 1851       |
| Jules Baroche                                                        | 10 de abril de 1851      | 26 de octubre de 1851     |
| Louis Félix Étienne, marquis de Turgot                               | 26 de octubre de 1851    | 28 de julio de 1852       |
| Édouard Drouyn de Lhuys                                              | 28 de julio de 1852      | 7 de mayo de 1855         |
| Alexandre Colonna, comte Walewski                                    | 7 de mayo de 1855        | 4 de enero de 1860        |
| Jules Baroche                                                        | 4 de enero de 1860       | 24 de enero de 1860       |
| Édouard Thouvenel                                                    | 24 de enero de 1860      | 15 de octubre de 1862     |
| Édouard Drouyn de Lhuys                                              | 15 de octubre de 1862    | 1 de septiembre de 1866   |
| Charles, marquis de La Valette                                       | 1 de septiembre de 1866  | 2 de octubre de 1866      |
| Lionel, marquis de Moustier                                          | 2 de octubre de 1866     | 17 de diciembre de 1868   |
| Charles, marquis de La Valette                                       | 17 de diciembre de 1868  | 17 de julio de 1869       |
| Henri, prince de La Tour d'Auvergne                                  | 17 de julio de 1869      | 2 de enero de 1870        |
| Napoléon, comte Daru                                                 | 2 de enero de 1870       | 14 de abril de 1870       |
| Émile Ollivier                                                       | 14 de abril de 1870      | 15 de mayo de 1870        |
| Agenor, duc de Gramont                                               | 15 de mayo de 1870       | 10 de agosto de 1870      |
| Henri, prince de La Tour d'Auvergne                                  | 10 de agosto de 1870     | 4 de septiembre de 1870   |
| Jules Favre                                                          | 4 de septiembre de 1870  | 2 de agosto de 1871       |
| Charles, comte de Rémusat                                            | 2 de agosto de 1871      | 25 de mayo de 1873        |
| Albert, duc de Broglie                                               | 25 de mayo de 1873       | 26 de noviembre de 1873   |
| Louis decazes, duc de Glucksberg                                     | 29 de noviembre de 1873  | 23 de noviembre de 1877   |
| Gaston-Robert, marquis de Banneville                                 | 23 de noviembre de 1877  | 13 de diciembre de 1877   |
| William Henry Waddington                                             | 13 de diciembre de 1877  | 28 de diciembre de 1879   |
| Charles de Freycinet                                                 | 28 de diciembre de 1879  | 23 de septiembre de 1880  |
| Jules Barthélemy-Saint-Hilaire                                       | 23 de septiembre de 1880 | 14 de noviembre de 1881   |
| Léon Gambetta                                                        | 14 de noviembre de 1881  | 30 de enero de 1882       |
| Charles de Freycinet                                                 | 30 de enero de 1882      | 7 de agosto de 1882       |
| Charles Duclerc                                                      | 7 de agosto de 1882      | 29 de enero de 1883       |
| Armand Fallières                                                     | 29 de enero de 1883      | 21 de febrero de 1883     |
| Paul-Armand Challemel-Lacour                                         | 21 de febrero de 1883    | 20 de noviembre de 1883   |
| Jules Ferry                                                          | 20 de noviembre de 1883  | 6 de abril de 1885        |
| Charles de Freycinet                                                 | 6 de abril de 1885       | 11 de diciembre de 1886   |
| Émile Flourens                                                       | 11 de diciembre de 1886  | 3 de abril de 1888        |
| René Goblet                                                          | 3 de abril de 1888       | 22 de febrero de 1889     |
| Eugène Spuller                                                       | 22 de febrero de 1889    | 17 de marzo de 1890       |
| Alexandre Ribot                                                      | 17 de marzo de 1890      | 11 de enero de 1893       |
| Jules Develle                                                        | 11 de enero de 1893      | 3 de diciembre de 1893    |
| Jean Casimir-Périer                                                  | 3 de diciembre de 1893   | 30 de mayo de 1894        |
| Gabriel Hanotaux                                                     | 30 de mayo de 1894       | 1 de noviembre de 1895    |
| Marcellin Berthelot                                                  | 1 de noviembre de 1895   | 28 de marzo de 1896       |
| Léon Bourgeois                                                       | 28 de marzo de 1896      | 29 de abril de 1896       |
| Gabriel Hanotaux                                                     | 29 de abril de 1896      | 28 de junio de 1898       |
| Théophile Delcassé                                                   | 28 de junio de 1898      | 6 de junio de 1905        |
| Maurice Rouvier                                                      | 6 de junio de 1905       | 13 de marzo de 1906       |
| Léon Bourgeois                                                       | 14 de marzo de 1906      | 25 de octubre de 1906     |
| Stéphen Pichon                                                       | 25 de octubre de 1906    | 2 de marzo de 1911        |
| Jean Cruppi                                                          | 2 de marzo de 1911       | 27 de junio de 1911       |
| Justin de Selves                                                     | 27 de junio de 1911      | 9 de enero de 1912        |
| Raymond Poincaré                                                     | 14 de enero de 1912      | 22 de enero de 1913       |
| Charles Jonnart                                                      | 22 de enero de 1913      | 22 de marzo de 1913       |
| Stéphen Pichon                                                       | 22 de marzo de 1913      | 9 de diciembre de 1913    |
| Gaston Doumergue                                                     | 9 de diciembre de 1913   | 9 de junio de 1914        |
| Léon Bourgeois                                                       | 9 de junio de 1914       | 13 de junio de 1914       |
| René Viviani                                                         | 13 de junio de 1914      | 3 de agosto de 1914       |
| Gaston Doumergue                                                     | 3 de agosto de 1914      | 26 de agosto de 1914      |
| Théophile Delcassé                                                   | 26 de agosto de 1914     | 13 de octubre de 1915     |
| René Viviani                                                         | 13 de octubre de 1915    | 29 de octubre de 1915     |
| Aristide Briand                                                      | 29 de octubre de 1915    | 20 de marzo de 1917       |
| Alexandre Ribot                                                      | 20 de marzo de 1917      | 23 de octubre de 1917     |
| Louis Barthou                                                        | 23 de octubre de 1917    | 16 de noviembre de 1917   |
| Stéphen Pichon                                                       | 16 de noviembre de 1917  | 20 de enero de 1920       |
| Alexandre Millerand                                                  | 20 de enero de 1920      | 24 de septiembre de 1920  |
| Georges Leygues                                                      | 24 de septiembre de 1920 | 16 de enero de 1921       |
| Aristide Briand                                                      | 16 de enero de 1921      | 15 de enero de 1922       |
| Raymond Poincaré                                                     | 15 de enero de 1922      | 9 de junio de 1924        |
| Edmond Lefebvre du Prey                                              | 9 de junio de 1924       | 14 de junio de 1924       |
| Édouard Herriot                                                      | 14 de junio de 1924      | 17 de abril de 1925       |
| Aristide Briand                                                      | 17 de abril de 1925      | 19 de julio de 1926       |
| Édouard Herriot                                                      | 19 de julio de 1926      | 23 de julio de 1926       |
| Aristide Briand                                                      | 23 de julio de 1926      | 14 de enero de 1932       |
| Pierre Laval                                                         | 14 de enero de 1932      | 20 de febrero de 1932     |
| André Tardieu                                                        | 20 de febrero de 1932    | 3 de junio de 1932        |
| Édouard Herriot                                                      | 3 de junio de 1932       | 18 de diciembre de 1932   |
| Joseph Paul-Boncour                                                  | 18 de diciembre de 1932  | 30 de enero de 1934       |
| Édouard Daladier                                                     | 30 de enero de 1934      | 9 de febrero de 1934      |
| Louis Barthou                                                        | 9 de febrero de 1934     | 9 de octubre de 1934      |
| Pierre Laval                                                         | 13 de octubre de 1934    | 24 de enero de 1936       |
| Pierre Étienne Flandin                                               | 24 de enero de 1936      | 4 de junio de 1936        |
| Yvon Delbos                                                          | 4 de junio de 1936       | 13 de marzo de 1938       |
| Joseph Paul-Boncour                                                  | 13 de marzo de 1938      | 10 de abril de 1938       |
| Georges Bonnet                                                       | 10 de abril de 1938      | 13 de septiembre de 1939  |
| Édouard Daladier                                                     | 13 de septiembre de 1939 | 21 de marzo de 1940       |
| Paul Reynaud                                                         | 21 de marzo de 1940      | 18 de mayo de 1940        |
| Édouard Daladier                                                     | 18 de mayo de 1940       | 5 de junio de 1940        |
| Paul Reynaud                                                         | 5 de junio de 1940       | 16 de junio de 1940       |
| Paul Baudoin                                                         | 16 de junio de 1940      | 28 de octubre de 1940     |
| Pierre Laval                                                         | 28 de octubre de 1940    | 13 de diciembre de 1940   |
| Pierre Étienne Flandin                                               | 13 de diciembre de 1940  | 9 de febrero de 1941      |
| François Darlan                                                      | 10 de febrero de 1941    | 18 de abril de 1942       |
| Pierre Laval                                                         | 18 de abril de 1942      | 20 de agosto de 1944      |
| Comisionados de la Francia Libre                                     |                          |                           |
| Maurice Dejean                                                       | 24 de septiembre de 1941 | 17 de octubre de 1942     |
| René Pleven                                                          | 17 de octubre de 1942    | 5 de febrero de 1943      |
| René Massigli                                                        | 5 de febrero de 1943     | 10 de septiembre de 1944  |
| Ministros                                                            |                          |                           |
| Georges Bidault                                                      | 10 de septiembre de 1944 | 16 de diciembre de 1946   |
| Léon Blum                                                            | 16 de diciembre de 1946  | 22 de enero de 1947       |
| Georges Bidault                                                      | 22 de enero de 1947      | 26 de julio de 1948       |
| Robert Schuman                                                       | 26 de julio de 1948      | 8 de enero de 1953        |
| Georges Bidault                                                      | 8 de enero de 1953       | 19 de junio de 1954       |
| Pierre Mendès-France                                                 | 19 de junio de 1954      | 20 de enero de 1955       |
| Edgar Faure                                                          | 20 de enero de 1955      | 23 de febrero de 1955     |
| Antoine Pinay                                                        | 23 de febrero de 1955    | 1 de febrero de 1956      |
| Christian Pineau                                                     | 1 de febrero de 1956     | 14 de mayo de 1958        |
| René Pleven                                                          | 14 de mayo de 1958       | 1 de junio de 1958        |
| Maurice Couve de Murville                                            | 1 de junio de 1958       | 30 de mayo de 1968        |
| Michel Debré                                                         | 30 de mayo de 1968       | 22 de junio de 1969       |
| Maurice Schumann                                                     | 22 de junio de 1969      | 15 de marzo de 1973       |
| André Bettencourt                                                    | 15 de marzo de 1973      | 4 de abril de 1973        |
| Michel Jobert                                                        | 4 de abril de 1973       | 28 de mayo de 1974        |
| Jean Sauvagnargues                                                   | 28 de mayo de 1974       | 27 de agosto de 1976      |
| Louis de Guiringaud                                                  | 27 de agosto de 1976     | 29 de noviembre de 1978   |
| Jean François-Poncet                                                 | 29 de noviembre de 1978  | 22 de mayo de 1981        |
| Claude Cheysson                                                      | 22 de mayo de 1981       | 7 de diciembre de 1984    |
| Roland Dumas                                                         | 7 de diciembre de 1984   | 20 de marzo de 1986       |
| Jean-Bernard Raimond                                                 | 20 de marzo de 1986      | 12 de mayo de 1988        |
| Roland Dumas                                                         | 12 de mayo de 1988       | 29 de marzo de 1993       |
| Alain Juppé                                                          | 29 de marzo de 1993      | 18 de mayo de 1995        |
| Hervé de Charette                                                    | 18 de mayo de 1995       | 4 de junio de 1997        |
| Hubert Védrine                                                       | 4 de junio de 1997       | 7 de mayo de 2002         |
| Dominique de Villepin                                                | 7 de mayo de 2002        | 31 de marzo de 2004       |
| Michel Barnier                                                       | 31 de marzo de 2004      | 2 de junio de 2005        |
| Philippe Douste-Blazy                                                | 2 de junio de 2005       | 15 de mayo de 2007        |
| Bernard Kouchner                                                     | 16 de mayo de 2007       | 14 de noviembre de 2010   |
| Michèle Alliot-Marie                                                 | 14 de noviembre de 2010  | 27 de febrero de 2011     |
| Alain Juppé                                                          | 27 de febrero de 2011    | 10 de mayo de 2012        |
| Laurent Fabius                                                       | 16 de mayo de 2012       | 11 de febrero de 2016     |
| Jean-Marc Ayrault                                                    | 11 de febrero de 2016    | 17 de mayo de 2017        |
| Jean-Yves Le Drian                                                   | 17 de mayo de 2017       | 20 de mayo de 2022        |
| Catherine Colonna                                                    | 20 de mayo de 2022       | 11 de enero de 2024       |
| Stéphane Séjourné                                                    | 11 de enero de 2024      | 21 de septiembre de 2024  |
| Jean-Noël Barrot                                                     | 21 de septiembre de 2024 | "actualmente en el cargo" |